# Saison 6 de The Voice Belgique
 (janvier 2022).
- Si vous ne connaissez pas le sujet, laissez ce bandeau (vous pouvez alors contacter les auteurs).
- Si vous supprimez le contenu mis en cause (vous pouvez préalablement contacter les auteurs),

argumentez précisément cette suppression dans la page de discussion
(un manque de référence n'est pas un argument ; une recherche réelle de référence doit avoir été effectuée, être formellement documentée).
La sixième saison de The Voice dans sa version belge (The Voice Belgique) a été diffusée sur La Une (RTBF) du 10 janvier 2017 jusqu’au 25 avril 2017 et est présentée par Maureen Louys et Walid.
L'émission a été remportée par Théophile Renier, coaché par Quentin Mosimann.

## Coachs et candidats

### Coachs
Le panel de coachs de cette sixième saison est composé de :
- Marc Pinilla du groupe Suarez : Auteur-compositeur-interprète, coach des saisons 2 et 3 de The Voice Belgique;
- Quentin Mosimann : disc jockey franco-suisse, chanteur et coach des saisons 1, 2 et 5 de The Voice Belgique:
- B.J. Scott : autrice-compositrice-interprète, coach durant les cinq premières saisons et détentrice d'une victoire lors de la saison 5 ;
- Bigflo et Oli : groupe de rap français, originaire de Toulouse;

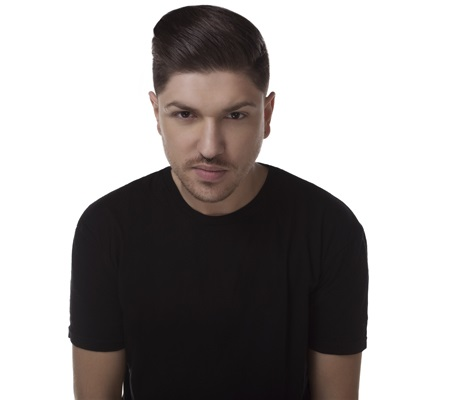
Quentin Mosimann
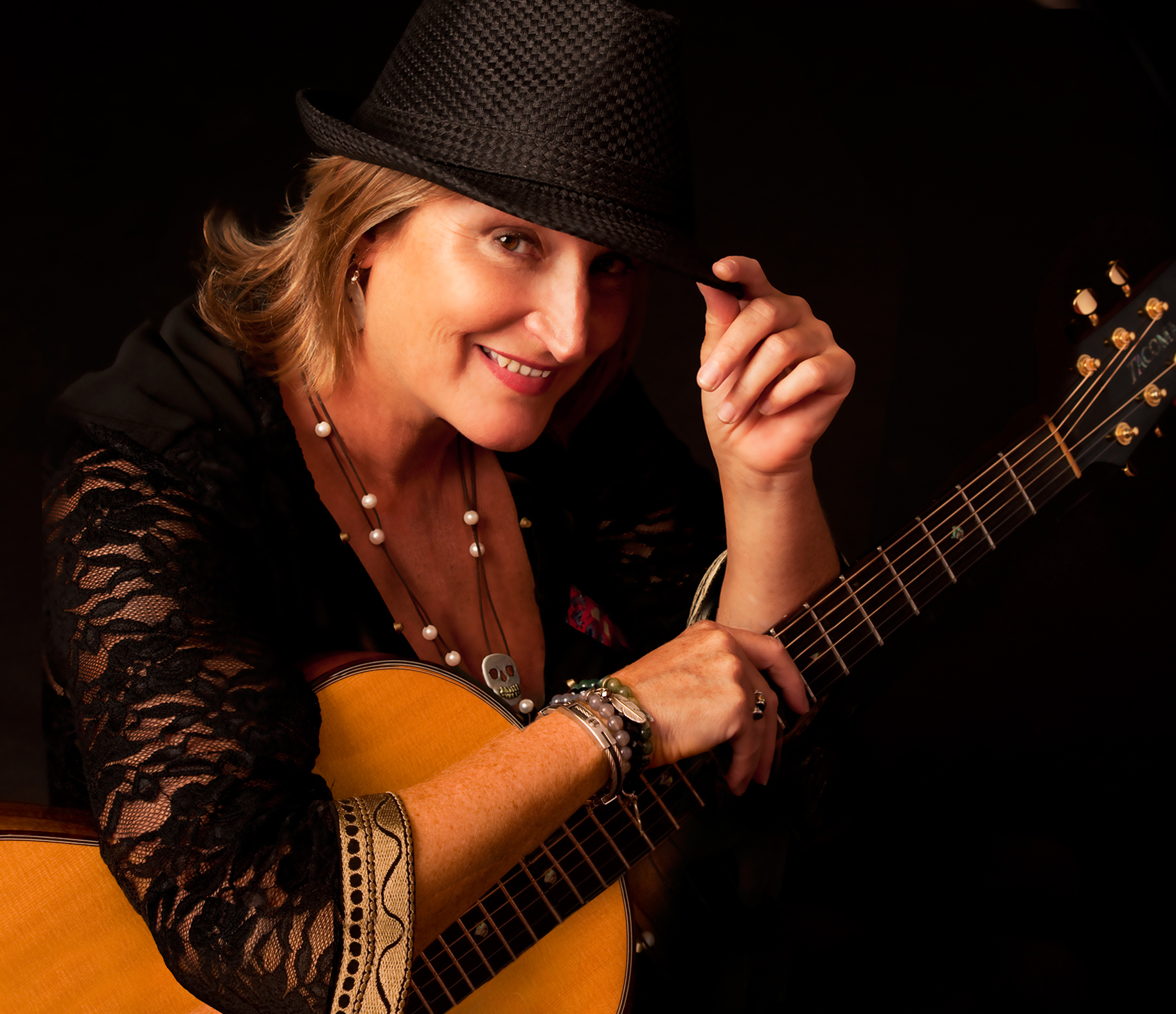
BJ Scott
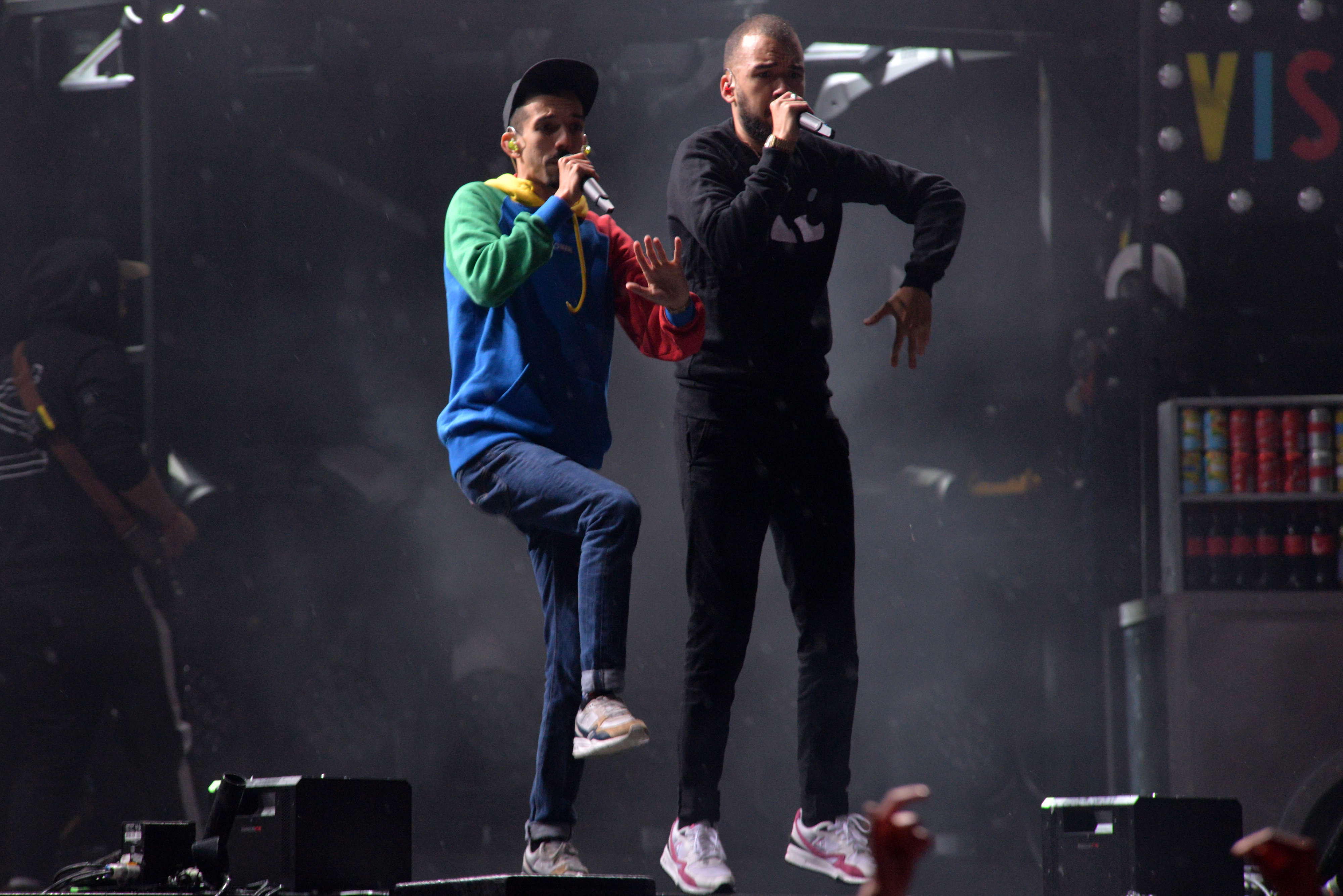
Bigflo & Oli

### Candidats
Légende :
|                         |                   | Marc Pinilla       | Quentin Mosimann    | BJ Scott                          | Bigflo et Oli                      |
| ----------------------- | ----------------- | ------------------ | ------------------- | --------------------------------- | ---------------------------------- |
| Finalistes              | 1                 | Julien Michel      | Théophile Renier    | Tyana Plewacki                    | Oriane Simon et Pierre de Neuville |
| Eliminés lors des Lives | 2                 | Céleste Corneliau  | François Gennart    | Livio Hans                        | Marie Lenoir                       |
| Eliminés lors des Lives | 3                 | Valentine Collinet | Carla Katz          | Laura Curado                      | Eloïse Delfosse                    |
| Eliminés lors des Lives | 4                 | Marine Delmotte    | Milla Vitali        | Joséphine Le Grelle               | Lazaros Papadopoulos               |
| Eliminés lors des Lives | 5                 | Bruno Di Carlo     | Daniel Muzembe      | Emilio Amico                      | Tom Joway                          |
| Eliminés lors des Lives | 6                 | Vienna Pezzuto     | Perrine Prieur      | Eva Marx                          | Malamaténia Renard                 |
| Eliminés lors des Lives | 7                 | Collin de Bruyne   | Angélie Lisman      | Tamara Legrand                    | Vanessa Issa                       |
| Eliminés lors des Lives | 8                 | Leutrim Aliaj      | Margaux Coene       | Pistice Yoka Mpela                | Fei-Lin Benoit                     |
| Eliminés lors des Duels |                   |                    |                     |                                   |                                    |
| 9                       | Claire Falmagne   | Pistice Yoka Mpela | Jonathan Rémy       | Clara Charlier                    |                                    |
| 10                      | Céline Dohogne    | Anthony Parla      | Angélie Lisman      | Morgane Reinquin et Chloé Reydams |                                    |
| 11                      | Maxime Chavepeyer | Mathilde Héraly    | Justine Schneyders  | Justine Cornet                    |                                    |
| 12                      | Mélanie da Costa  | Fabian Grafé       | Céleste Corneliau   | Jean-Marie Solheid                |                                    |
| 13                      | Marc Preschia     | Malamaténia Renard | Vanessa Issa        | Margaux Descamps                  |                                    |
| 14                      | Perrine Prieur    | Vienna Pezzuto     | Firmin de Brabanter | Tamara Legrand                    |                                    |

NB : Les talents barrés dans l'élimination des Duels et retrouvés dans les Lives en italique sont les talents volés.

## Déroulement

### Auditions à l'aveugle («Blind auditions»)
Les quatre coachs, installés dans des fauteuils tournants, écoutent les candidats, dos tournés à la scène. Chacun d'entre eux doit se choisir douze candidats en écoutant seulement leur voix, s'ils sont séduits, ils devront appuyer sur leur "buzz" et c'est là que le fauteuil se retournera découvrant leur élu. Si plusieurs coachs se retournent, ce sera alors au candidat de choisir son coach.
Le public présent pendant les auditions n'a pas le dos tourné à la scène et un orchestre supporte les candidats. Le « 100 % à l'aveugle » est de retour pour cette édition, ou un grand rideau rouge se dresse sur la scène pour le talent qui le souhaite et le cache du jury et du public.

#### Épisode 1
- Diffusion : 10 janvier 2017
- Audience : 476 976 téléspectateurs (28,1 % de part de marché) [3],[4]

| Ordre | Candidat             | Chanson                                       | Choix des coachs et des candidats | Choix des coachs et des candidats | Choix des coachs et des candidats | Choix des coachs et des candidats |
| Ordre | Candidat             | Chanson                                       | Marc Pinilla                      | Quentin                           | B.J Scott                         | Bigflo et Oli                     |
| ----- | -------------------- | --------------------------------------------- | --------------------------------- | --------------------------------- | --------------------------------- | --------------------------------- |
| 1     | Mélanie da Costa     | Uninvited - Alanis Morissette                 | ✔️                                | ✔️                                | ✔️                                | —                                 |
| 2     | Maxime Chavepeyer    | Le Lac - Julien Doré                          | ✔️                                | ✔️                                | —                                 | —                                 |
| 3     | Giramata Bryon       | No Woman, No Cry - Bob Marley                 | —                                 | —                                 | —                                 | —                                 |
| 4     | Leutrim Aliaj        | Gangsta's Paradise - Coolio                   | ✔️                                | ✔️                                | ✔️                                | ✔️                                |
| 5     | Baudouin de Pierpont | À l'heure où je me couche - Casseurs Flowters | —                                 | —                                 | —                                 | —                                 |
| 6     | Fabian Grafé         | Bad Case of Loving You (en) - Robert Palmer   | —                                 | ✔️                                | ✔️                                | —                                 |
| 7     | Jean-Marie Solheid   | I (Who Have Nothing) - Tom Jones              | —                                 | —                                 | —                                 | ✔️                                |
| 8     | Clara Charlier       | Skinny Love - Birdy                           | ✔️                                | —                                 | —                                 | ✔️                                |
| 9     | Marjorie Drien       | Pas là - Vianney                              | —                                 | —                                 | —                                 | —                                 |
| 10    | Samuel Shael         | Imagine - John Lennon                         | —                                 | —                                 | —                                 | —                                 |
| 11    | Carla Katz           | Photograph - Ed Sheeran                       | —                                 | ✔️                                | —                                 | —                                 |
| 12    | Tyana Plewacki       | Fancy - Iggy Azalea                           | ✔️                                | ✔️                                | ✔️                                | —                                 |

#### Épisode 2
- Diffusion : 17 janvier 2017
- Audience : 500 017 téléspectateurs (29,8 % de part de marché)[5]

| Ordre | Candidat                          | Chanson                                           | Choix des coachs et des candidats | Choix des coachs et des candidats | Choix des coachs et des candidats | Choix des coachs et des candidats |
| Ordre | Candidat                          | Chanson                                           | Marc Pinilla                      | Quentin                           | B.J Scott                         | Bigflo et Oli                     |
| ----- | --------------------------------- | ------------------------------------------------- | --------------------------------- | --------------------------------- | --------------------------------- | --------------------------------- |
| 1     | Eloïse Delfosse                   | Castle in the Snow - The Avener feat. Kadebostany | ✔️                                | ✔️                                | ✔️                                | ✔️                                |
| 2     | Edoardo Monsellato                | Counting Stars - OneRepublic                      | —                                 | —                                 | —                                 | —                                 |
| 3     | Valentine Collinet                | Valerie - Amy Winehouse                           | ✔️                                | —                                 | —                                 | —                                 |
| 4     | Morgane Reinquin et Chloé Reydams | Ayo Technology - Milow                            | —                                 | —                                 | —                                 | ✔️                                |
| 5     | Emilio Amico                      | Wrecking Ball - Miley Cyrus                       | ✔️                                | ✔️                                | ✔️                                | —                                 |
| 6     | Milla Vitali                      | Take Me to Church - Hozier                        | —                                 | ✔️                                | —                                 | —                                 |
| 7     | Anaïs Cambus                      | Si maman si - France Gall                         | —                                 | —                                 | —                                 | —                                 |
| 8     | Livio Hans                        | Riptide - Vance Joy                               | ✔️                                | ✔️                                | ✔️                                | —                                 |
| 9     | Bruno Malherbe                    | No Diggity - Ed Sheeran                           | —                                 | —                                 | —                                 | —                                 |
| 10    | Marie Lenoir                      | Reckoning Song - Asaf Avidan                      | ✔️                                | —                                 | —                                 | ✔️                                |
| 11    | Jimmy Willems                     | Temps à nouveau - Jean-Louis Aubert               | —                                 | —                                 | —                                 | —                                 |
| 12    | Fei-Lin Benoit                    | No - Meghan Trainor                               | —                                 | —                                 | —                                 | ✔️                                |
| 13    | Jamila Salmi                      | I Want You Back - The Jackson Five                | —                                 | —                                 | —                                 | —                                 |
| 14    | Malamaténia Renard                | Californication - Red Hot Chili Peppers           | ✔️                                | ✔️                                | ✔️                                | ✔️                                |

#### Épisode 3
- Diffusion : 24 janvier 2017
- Audience : 493 563 téléspectateurs (29,5 % de part de marché) [4]

| Ordre | Candidat             | Chanson                                   | Choix des coachs et des candidats | Choix des coachs et des candidats | Choix des coachs et des candidats | Choix des coachs et des candidats |
| Ordre | Candidat             | Chanson                                   | Marc Pinilla                      | Quentin                           | B.J Scott                         | Bigflo et Oli                     |
| ----- | -------------------- | ----------------------------------------- | --------------------------------- | --------------------------------- | --------------------------------- | --------------------------------- |
| 1     | Marine Delmotte      | À fleur de toi - Slimane                  | ✔️                                | —                                 | —                                 | ✔️                                |
| 2     | Coline Debry         | Riptide - Vance Joy                       | —                                 | —                                 | —                                 | —                                 |
| 3     | Théophile Renier     | Back to Black - Amy Winehouse             | —                                 | ✔️                                | —                                 | ✔️                                |
| 4     | Lazaros Papadopoulos | Amsterdam - Jacques Brel                  | —                                 | —                                 | —                                 | ✔️                                |
| 5     | Eva Marx             | Gold on the Ceiling (en) - The Black Keys | —                                 | —                                 | ✔️                                | —                                 |
| 6     | Manuela Lippens      | Corre - Jessy et Joy                      | —                                 | —                                 | —                                 | —                                 |
| 7     | François Gennart     | Moi... Lolita - Julien Doré               | —                                 | ✔️                                | —                                 | —                                 |
| 8     | Angélie Lisman       | Comme un boomerang - Serge Gainsbourg     | —                                 | ✔️                                | ✔️                                | —                                 |
| 9     | Laurence Bruyneel    | Summertime - George Gershwin              | —                                 | —                                 | —                                 | —                                 |
| 10    | Vanessa Issa         | I'd Rather Go Blind - Beyoncé             | —                                 | —                                 | ✔️                                | ✔️                                |
| 11    | Romain Helvetius     | Nights in White Satin - The Moody Blues   | —                                 | —                                 | —                                 | —                                 |
| 12    | Vienna Pezzuto       | Don't Know Why - Norah Jones              | —                                 | ✔️                                | ✔️                                | —                                 |

#### Épisode 4
- Diffusion : 31 janvier 2017
- Audience : 494 892 téléspectateurs (29,8 % de part de marché)[4]

| Ordre | Candidat          | Chanson                                     | Choix des coachs et des candidats | Choix des coachs et des candidats | Choix des coachs et des candidats | Choix des coachs et des candidats |
| Ordre | Candidat          | Chanson                                     | Marc Pinilla                      | Quentin                           | B.J Scott                         | Bigflo et Oli                     |
| ----- | ----------------- | ------------------------------------------- | --------------------------------- | --------------------------------- | --------------------------------- | --------------------------------- |
| 1     | Bruno di Carlo    | Valerie - Amy Winehouse                     | ✔️                                | ✔️                                | —                                 | —                                 |
| 2     | Céleste Corneliau | Never Be like You - Flume                   | —                                 | —                                 | ✔️                                | —                                 |
| 3     | Adrien Giacomini  | Wherever You Will Go - The Calling          | —                                 | —                                 | —                                 | —                                 |
| 4     | Marc Preschia     | Folsom Prison Blues - Johnny Cash           | ✔️                                | —                                 | —                                 | —                                 |
| 5     | Marion Jacques    | Torn - Natalie Imbruglia                    | —                                 | —                                 | —                                 | —                                 |
| 6     | Collin de Bruyne  | Working Day and Night - Michael Jackson     | ✔️                                | ✔️                                | ✔️                                | —                                 |
| 7     | Mathilde Hèraly   | Un homme heureux - William Sheller          | —                                 | ✔️                                | —                                 | —                                 |
| 8     | Mady de Bauw      | Walking on Sunshine - Katrina and the Waves | —                                 | —                                 | —                                 | —                                 |
| 9     | Anthony Parla     | Sunny - Boney M                             | —                                 | ✔️                                | —                                 | —                                 |
| 10    | Laura Curado      | Fallin' - Alicia Keys                       | ✔️                                | ✔️                                | ✔️                                | —                                 |
| 11    | Valérie Lindekens | Ma liberté - Georges Moustaki               | —                                 | —                                 | —                                 | —                                 |
| 12    | Tom Joway         | Counting Stars - OneRepublic                | —                                 | —                                 | —                                 | ✔️                                |

#### Épisode 5
- Diffusion : 7 février 2017
- Audience : 478 671 téléspectateurs (28,9 % de part de marché) [4]

| Ordre | Candidat                           | Chanson                               | Choix des coachs et des candidats | Choix des coachs et des candidats | Choix des coachs et des candidats | Choix des coachs et des candidats |
| Ordre | Candidat                           | Chanson                               | Marc Pinilla                      | Quentin                           | B.J Scott                         | Bigflo et Oli                     |
| ----- | ---------------------------------- | ------------------------------------- | --------------------------------- | --------------------------------- | --------------------------------- | --------------------------------- |
| 1     | Julien Michel                      | Port of Amsterdam - David Bowie       | ✔️                                | —                                 | —                                 | —                                 |
| 2     | Indra Ndayakire                    | Move - Little Mix                     | —                                 | —                                 | —                                 | —                                 |
| 3     | Firmin De Brabanter                | Paname - Slimane                      | —                                 | ✔️                                | ✔️                                | —                                 |
| 4     | Marvin Goedert                     | Lonely Boy - The Black Keys           | —                                 | —                                 | —                                 | —                                 |
| 5     | Tamara Legrand                     | Beggin' - Madcon                      | —                                 | —                                 | —                                 | ✔️                                |
| 6     | Justine Cornet                     | Le Coup de soleil - Richard Cocciante | ✔️                                | —                                 | —                                 | ✔️                                |
| 7     | Nora Petry                         | Renegades - X Ambassadors             | —                                 | —                                 | —                                 | —                                 |
| 8     | Daniel Muzembe                     | Changer - Maître Gims                 | —                                 | ✔️                                | —                                 | —                                 |
| 9     | Justine Schneyders                 | Jar of Hearts - Christina Perri       | —                                 | —                                 | ✔️                                | —                                 |
| 10    | Michaël Ergot                      | Still Got the Blues - Gary Moore      | —                                 | —                                 | —                                 | —                                 |
| 11    | Céline Dohogne                     | Blue Jeans - Lana Del Rey             | ✔️                                | ✔️                                | —                                 | —                                 |
| 12    | Oriane Simon et Pierre de Neuville | Wicked Game - Chris Isaak             | —                                 | —                                 | —                                 | ✔️                                |

#### Épisode 6
- Diffusion : 14 février 2017
- Audience : 441 163 téléspectateurs (26,5 % de part de marché) [4]

| Ordre | Candidat            | Chanson                                | Choix des coachs et des candidats | Choix des coachs et des candidats | Choix des coachs et des candidats | Choix des coachs et des candidats |
| Ordre | Candidat            | Chanson                                | Marc Pinilla                      | Quentin                           | B.J Scott                         | Bigflo et Oli                     |
| ----- | ------------------- | -------------------------------------- | --------------------------------- | --------------------------------- | --------------------------------- | --------------------------------- |
| 1     | Joséphine Le Grelle | Let It Go - James Bay                  | ✔️                                | ✔️                                | ✔️                                | ✔️                                |
| 2     | Pistice Yoka Mpela  | My Girl - The Temptations              | ✔️                                | ✔️                                | —                                 | —                                 |
| 3     | Perrine Prieur      | Sugar - Maroon 5                       | ✔️                                | ✔️                                | —                                 | —                                 |
| 4     | Margaux Coene       | Toxic - Britney Spears                 | —                                 | ✔️                                | —                                 | ✔️                                |
| 5     | Barnabé Liot        | I Took A Pill In Ibiza - Mike Posner   | —                                 | Équipe complète                   | —                                 | —                                 |
| 6     | Margaux Descamps    | Jimmy - Moriarty                       | —                                 | Équipe complète                   | ✔️                                | ✔️                                |
| 7     | Erik Deyak          | Sweater Weather - The Neighbourhood    | —                                 | Équipe complète                   | —                                 | Équipe complète                   |
| 8     | Matéo Darimont      | Hallelujah I Love Her So - Ray Charles | —                                 | Équipe complète                   | —                                 | Équipe complète                   |
| 9     | Claire Falmagne     | La Tendresse - Bourvil                 | ✔️                                | Équipe complète                   | —                                 | Équipe complète                   |
| 10    | Tiffanie Pacheco    | Heaven - Bryan Adams                   | Équipe complète                   | Équipe complète                   | —                                 | Équipe complète                   |
| 11    | Jonathan Rémy       | 7 Years - Lukas Graham                 | Équipe complète                   | Équipe complète                   | ✔️                                | Équipe complète                   |

### Les duels
Après les blinds auditions, 48 talents s’affronteront lors des duels. Lors de ces derniers, les coachs pourront voler des Talents à l'infini ! Mais attention, ils ne pourront, à l'issue des Duels en garder que deux. À chaque nouveau "vol" supplémentaire, ils devront éliminer l'un des deux qu'ils avaient déjà volé.
| Légende | Le talent qui a remporté son duel sur décision de son coach | Le talent qui a perdu son duel est "volé" par un autre coach, mais est éliminé par la suite | Le talent qui a perdu son duel, est "volé" par un autre coach et conservé pour les lives | Le talent perd son duel et n'est pas repêché |

#### Épisode 7
- Diffusion : 21 février 2017
- Audience : 431 962 téléspectateurs (25,8 % de part de marché) [4]

| Ordre | Coach            | Chanson                                        | Talent           | Talent(s)           | Choix des coachs et des candidats | Choix des coachs et des candidats | Choix des coachs et des candidats | Choix des coachs et des candidats |
| Ordre | Coach            | Chanson                                        | Talent           | Talent(s)           | Marc Pinilla                      | Quentin                           | B.J Scott                         | Bigflo et Oli                     |
| ----- | ---------------- | ---------------------------------------------- | ---------------- | ------------------- | --------------------------------- | --------------------------------- | --------------------------------- | --------------------------------- |
| 1     | Marc Pinilla     | Treasure - Bruno Mars                          | Collin de Bruyne | Perrine Prieur      | NC                                | ✔️                                | —                                 | —                                 |
| 2     | Bigflo & Oli     | Here - Alessia Cara                            | Marie Lenoir     | Tamara Legrand      | ✔️                                | ✔️                                | ✔️                                | NC                                |
| 3     | Quentin Mosimann | Ton visage - Fréro Delavega                    | Margaux Coene    | Vienna Pezzuto      | ✔️                                | NC                                | —                                 | —                                 |
| 4     | B.J Scott        | Take on Me - A-ha                              | Emilio Amico     | Firmin de Brabanter | —                                 | —                                 | NC                                | ✔️                                |
| 5     | Marc Pinilla     | I try - Macy Gray                              | Julien Michel    | Marc Preschia       | NC                                | —                                 | —                                 | ✔️                                |
| 6     | Bigflo & Oli     | Let Me Love You – DJ Snake feat. Justin Bieber | Tom Joway        | Margaux Descamps    | ✔️                                | —                                 | —                                 | NC                                |

#### Épisode 8
- Diffusion : 28 février 2017
- Audience : 445 716 téléspectateurs (27,7 % de part de marché) [4]

| Ordre | Coach            | Chanson                                      | Talent               | Talent(s)          | Choix des coachs et des candidats | Choix des coachs et des candidats | Choix des coachs et des candidats | Choix des coachs et des candidats |
| Ordre | Coach            | Chanson                                      | Talent               | Talent(s)          | Marc Pinilla                      | Quentin                           | B.J Scott                         | Bigflo et Oli                     |
| ----- | ---------------- | -------------------------------------------- | -------------------- | ------------------ | --------------------------------- | --------------------------------- | --------------------------------- | --------------------------------- |
| 1     | Bigflo & Oli     | New York, New York - Frank Sinatra           | Lazaros Papadopoulos | Jean-Marie Solheid | —                                 | —                                 | —                                 | NC                                |
| 2     | Quentin Mosimann | Sweet Dreams - Marilyn Manson                | Théophile Rénier     | Malamaténia Renard | ✔️                                | NC                                | —                                 | ✔️                                |
| 3     | Marc Pinilla     | Les mots bleus - Christophe                  | Marine Delmotte      | Mélanie da Costa   | NC                                | —                                 | —                                 | —                                 |
| 4     | B.J Scott        | It's a Man's Man's Man's World - James Brown | Laura Curado         | Vanessa Issa       | ✔️                                | ✔️                                | NC                                | ✔️                                |
| 5     | Quentin Mosimann | Lost on You - LP                             | Carla Katz           | Fabian Grafé       | —                                 | NC                                | —                                 | —                                 |
| 6     | B.J Scott        | This Is What You Came For – Rihanna          | Joséphine Le Grelle  | Céleste Corneliau  | ✔️                                | ✔️                                | NC                                | —                                 |

#### Épisode 9
- Diffusion : 7 mars 2017
- Audience : 440 046 téléspectateurs (26,8 % de part de marché) [4]

| Ordre | Coach            | Chanson                              | Talent                             | Talent(s)                         | Choix des coachs et des candidats | Choix des coachs et des candidats | Choix des coachs et des candidats | Choix des coachs et des candidats |
| Ordre | Coach            | Chanson                              | Talent                             | Talent(s)                         | Marc Pinilla                      | Quentin                           | B.J Scott                         | Bigflo et Oli                     |
| ----- | ---------------- | ------------------------------------ | ---------------------------------- | --------------------------------- | --------------------------------- | --------------------------------- | --------------------------------- | --------------------------------- |
| 1     | B.J Scott        | Ex's & Oh's - Elle King              | Tyana Plewacki                     | Justine Schneyders                | —                                 | —                                 | NC                                | —                                 |
| 2     | Bigflo et Oli    | Ne me quitte pas - Jacques Brel      | Fei-Lin Benoit                     | Justine Cornet                    | —                                 | —                                 | —                                 | NC                                |
| 3     | Marc Pinilla     | Another Love - Tom Odell             | Leutrim Aliaj                      | Maxime Chavepeyer                 | NC                                | —                                 | —                                 | —                                 |
| 4     | Quentin Mosimann | We don't Talk Anymore - Charlie Puth | Milla Vitali                       | Mathilde Héraly                   | —                                 | NC                                | —                                 | —                                 |
| 5     | Bigflo et Oli    | Royals - Lorde                       | Oriane Simon et Pierre de Neuville | Morgane Reinquin et Chloé Reydams | —                                 | —                                 | —                                 | NC                                |
| 6     | B.J Scott        | Des hommes pareils – Francis Cabrel  | Livio Hans                         | Angélie Lisman                    | —                                 | ✔️                                | NC                                | —                                 |

#### Épisode 10
- Diffusion : 14 mars 2017
- Audience : 442 427 téléspectateurs (28,4 % de part de marché) [4]

| Ordre | Coach            | Chanson                                   | Talent             | Talent(s)          | Choix des coachs et des candidats | Choix des coachs et des candidats | Choix des coachs et des candidats | Choix des coachs et des candidats |
| Ordre | Coach            | Chanson                                   | Talent             | Talent(s)          | Marc Pinilla                      | Quentin                           | B.J Scott                         | Bigflo et Oli                     |
| ----- | ---------------- | ----------------------------------------- | ------------------ | ------------------ | --------------------------------- | --------------------------------- | --------------------------------- | --------------------------------- |
| 1     | Quentin Mosimann | Il est où le bonheur - Christophe Maé     | François Gennart   | Anthony Parla      | —                                 | NC                                | —                                 | —                                 |
| 2     | B.J Scott        | Uprising - Muse                           | Eva Marx           | Jonathan Rémy      | —                                 | —                                 | NC                                | —                                 |
| 3     | Marc Pinilla     | What Do You Mean? - Justin Bieber         | Bruno di Carlo     | Céline Dohogne     | NC                                | —                                 | —                                 | —                                 |
| 4     | Quentin Mosimann | Love Never Felt So Good - Michael Jackson | Daniel Muzembe     | Pistice Yoka Mpela | —                                 | NC                                | ✔️                                | —                                 |
| 5     | Marc Pinilla     | Je dois m'en aller - Niagara              | Valentine Collinet | Claire Falmagne    | NC                                | —                                 | —                                 | —                                 |
| 6     | Bigflo et Oli    | Diamonds – Rihanna                        | Eloïse Delfosse    | Clara Charlier     | —                                 | —                                 | —                                 | NC                                |

#### Les équipes pour les lives
| Coachs | Coachs                 | Coachs              | Coachs                 | Coachs                             |
| n°     | Marc Pinilla           | Quentin             | B.J. Scott             | Bigflo et Oli                      |
| ------ | ---------------------- | ------------------- | ---------------------- | ---------------------------------- |
| 1      | Collin de Bruyne       | Margaux Coene       | Emilio Amico           | Marie Lenoir                       |
| 2      | Julien Michel          | Théophile Rénier    | Laura Curado           | Tom Joway                          |
| 3      | Marine Delmotte        | Carla Katz          | Joséphine Le Grelle    | Lazaros Papadopoulos               |
| 4      | Leutrim Aliaj          | Milla Vitali        | Tyana Plewacki         | Fei-Lin Benoit                     |
| 5      | Bruno di Carlo         | François Gennart    | Livio Hans             | Oriane Simon et Pierre de Neuville |
| 6      | Valentine Collinet     | Daniel Muzembe      | Eva Marx               | Eloïse Delfosse                    |
| 7      | Vienna Pezzuto (Q)     | Perrine Prieur (M)  | Tamara Legrand (BFO)   | Malamaténia Renard (Q)             |
| 8      | Céleste Corneliau (BJ) | Angélie Lisman (BJ) | Pistice Yoka Mpela (Q) | Vanessa Issa (BJ)                  |

### Les Lives
Deuxième nouveauté, et non des moindres, le public décidera désormais à 100 % des Talents qu'ils veulent sauver, à partir de la demi-finale. Dès le cinquième Live donc, les coachs perdront leur pouvoir de décision.

#### Épisode 11
- Diffusion : 21 mars 2017
- Audience : 397 182 téléspectateurs (27,4 % de part de marché) [4]
- Règles : Sur scène, les talents de toutes les équipes. Lors de ces deux premiers directs, Quentin Mosimann, Marc Pinilla, Big Flo & Oli et BJ Scott présenteront chacun 4 talents (dont 1 talent volé). 4 talents de chaque équipe prestent chacun à leur tour. Les votes pour une équipe sont valables pendant le passage d'une équipe. Le public offrira au meilleur talent de chaque équipe une place assurée pour le Live suivant. Le sort des 3 autres sera remis entre les mains de leur coach. Le meilleur restera, et tout sera fini pour les 2 autres.

| Ordre                                               | Talent               | Équipe           | Chanson                                        |
| --------------------------------------------------- | -------------------- | ---------------- | ---------------------------------------------- |
| Les talents : Christine de Christine and the Queens |                      |                  |                                                |
| 1                                                   | Valentine Collinet   | Marc Pinilla     | It's Oh So Quiet - Björk                       |
| 2                                                   | Céleste Corneliau    | Marc Pinilla     | Love on the Brain - Rihanna                    |
| 3                                                   | Leutrim Aliaj        | Marc Pinilla     | Do you read me - Ghinzu                        |
| 4                                                   | Collin de Bruyne     | Marc Pinilla     | Life on Mars? - David Bowie                    |
|                                                     |                      |                  |                                                |
| 5                                                   | Tamara Legrand       | B.J. Scott       | Gangsta - Bigflo et Oli                        |
| 6                                                   | Joséphine Le Grelle  | B.J. Scott       | When We Were Young - Adele                     |
| 7                                                   | Laura Curado         | B.J. Scott       | Don't You Worry 'bout a Thing - Stevie Wonder  |
| 8                                                   | Pistice Yoka Mpela   | B.J. Scott       | Freedom! '90 - George Michael                  |
|                                                     |                      |                  |                                                |
| 9                                                   | Théophile Rénier     | Quentin Mosimann | Dis, quand reviendras-tu ? - Barbara           |
| 10                                                  | Margaux Coene        | Quentin Mosimann | You've got The Love - Florence and the Machine |
| 11                                                  | Angélie Lisman       | Quentin Mosimann | La Bohème - Charles Aznavour                   |
| 12                                                  | Carla Katz           | Quentin Mosimann | Respect - Otis Redding                         |
|                                                     |                      |                  |                                                |
| 13                                                  | Vanessa Issa         | Bigflo et Oli    | Bohemian Rhapsody - Queen                      |
| 14                                                  | Fei-Lin Benoit       | Bigflo et Oli    | Can't Feel My Face - The Weeknd                |
| 15                                                  | Marie Lenoir         | Bigflo et Oli    | Something - Les Beatles                        |
| 16                                                  | Lazaros Papadopoulos | Bigflo et Oli    | Misirlou version grecque - Pulp Fiction        |

| Légende | Le candidat est sauvé par les téléspectateurs, en priorité (le plus grand nombre de votes) | Le candidat est sauvé par le coach | Les candidats ne sont pas sauvés par le coach |

| Equipe           | Sauvé par le + de votes | Sauvé par son coach  | Talent exclu   | Talent exclu       |
| ---------------- | ----------------------- | -------------------- | -------------- | ------------------ |
| Marc Pinilla     | Céleste Corneliau       | Valentine Collinet   | Leutrim Aliaj  | Collin de Bruyne   |
| B.J              | Joséphine Le Grelle     | Laura Curado         | Tamara Legrand | Pistice Yoka Mpela |
| Quentin Mosimann | Théophile Rénier        | Carla Katz           | Margaux Coene  | Angélie Lisman     |
| Bigflo et Oli    | Marie Lenoir            | Lazaros Papadopoulos | Vanessa Issa   | Fei-Lin Benoit     |

#### Épisode 12
- Diffusion : 27 mars 2017
- Audience : 357 187 téléspectateurs (22,7 % de part de marché) [4]
- Règles : Sur scène, les talents de toutes les équipes. Lors de ces deux premiers directs, Quentin Mosimann, Marc Pinilla, Big Flo & Oli et BJ Scott présenteront chacun 4 talents (dont 1 talent volé). 4 talents de chaque équipe prestent chacun à leur tour. Les votes pour une équipe sont valables pendant le passage d'une équipe. Le public offrira au meilleur talent de chaque équipe une place assurée pour le Live suivant. Le sort des 3 autres sera remis entre les mains de leur coach. Le meilleur restera, et tout sera fini pour les 2 autres.

| Ordre                                                     | Talent                             | Équipe           | Chanson                                             |
| --------------------------------------------------------- | ---------------------------------- | ---------------- | --------------------------------------------------- |
| Les talents : Freedom de Pharell Williams                 |                                    |                  |                                                     |
| 1                                                         | Tyana Plewacki                     | B.J. Scott       | All in You - Synapson                               |
| 2                                                         | Livio Hans                         | B.J. Scott       | Il y a - Vanessa Paradis                            |
| 3                                                         | Emilio Amico                       | B.J. Scott       | All of me - John Legend                             |
| 4                                                         | Eva Marx                           | B.J. Scott       | Grenade - Bruno Mars                                |
| L'équipe de la série Les Héros du gazon : Qui va gagner ? |                                    |                  |                                                     |
|                                                           |                                    |                  |                                                     |
| 5                                                         | Eloïse Delfosse                    | Bigflo et Oli    | Mad About You - Hooverphonic                        |
| 6                                                         | Malamaténia Renard                 | Bigflo et Oli    | Cool Girl - Tove Lo                                 |
| 7                                                         | Tom Joway                          | Bigflo et Oli    | Love Yourself - Ed Sheeran                          |
| 8                                                         | Oriane Simon et Pierre de Neuville | Bigflo et Oli    | Say something - A Great Big World                   |
|                                                           |                                    |                  |                                                     |
| 9                                                         | Bruno di Carlo                     | Marc Pinilla     | Blurred Lines - Robin Thicke feat. Pharell Williams |
| 10                                                        | Vienna Pezzuto                     | Marc Pinilla     | Would I lie to you ? - Charles & Eddie              |
| 11                                                        | Marine Delmotte                    | Marc Pinilla     | Je m'en vais - Vianney                              |
| 12                                                        | Julien Michel                      | Marc Pinilla     | FourFiveSeconds - Rihanna                           |
|                                                           |                                    |                  |                                                     |
| 13                                                        | François Gennart                   | Quentin Mosimann | Maman - Louane                                      |
| 14                                                        | Daniel Muzembe                     | Quentin Mosimann | Ego - Willy William                                 |
| 15                                                        | Milla Vitali                       | Quentin Mosimann | Stole the Show - Kygo feat. Parson James            |
| 16                                                        | Perrine Prieur                     | Quentin Mosimann | Encore un soir - Céline Dion                        |

| Légende | Le candidat est sauvé par les téléspectateurs, en priorité (le plus grand nombre de votes) | Le candidat est sauvé par le coach | Les candidats ne sont pas sauvés par le coach |

| Equipe           | Sauvé par le + de votes            | Sauvé par son coach | Talent exclu       | Talent exclu   |
| ---------------- | ---------------------------------- | ------------------- | ------------------ | -------------- |
| Marc Pinilla     | Julien Michel                      | Marine Delmotte     | Bruno di Carlo     | Vienna Pezzuto |
| B.J              | Livio Hans                         | Tyana Plewacki      | Emilio Amico       | Eva Marx       |
| Quentin Mosimann | François Gennart                   | Milla Vitali        | Daniel Muzembe     | Perrine Prieur |
| Bigflo et Oli    | Oriane Simon et Pierre de Neuville | Eloïse Delfosse     | Malamaténia Renard | Tom Joway      |

#### Épisode 13
- Diffusion : 4 avril 2017
- Audience : 350 230 téléspectateurs (23,6 % de part de marché) [4]
- Règles :  Les 4 talents de chaque équipe qui ont passé l'étape du 1er live sont de retour pour ce 3ème live. Ils interprèteront chacun une chanson et, à l'issue des prestations des quatre talents de chaque groupe, 2 talents seront sauvés par le public et un par son coach. Le quatrième sera éliminé de l'aventure.
- Invité : James Blunt

| Ordre                                                | Talent                             | Équipe           | Chanson                                      |
| ---------------------------------------------------- | ---------------------------------- | ---------------- | -------------------------------------------- |
| James Blunt & Joséphine Le Grelle : You're Beautiful |                                    |                  |                                              |
| 1                                                    | Milla Vitali                       | Quentin Mosimann | Treat You Better - Shawn Mendes              |
| 2                                                    | Carla Katz                         | Quentin Mosimann | Éblouie par la nuit - Zaz                    |
| 3                                                    | François Hennart                   | Quentin Mosimann | Je dis aime - Matthieu Chédid                |
| 4                                                    | Théophile Rénier                   | Quentin Mosimann | I Put a Spell on You - Screamin' Jay Hawkins |
|                                                      |                                    |                  |                                              |
| 5                                                    | Marine Delmotte                    | Marc Pinilla     | Jalouse - Mademoiselle K                     |
| 6                                                    | Julien Michel                      | Marc Pinilla     | Catch & Release - Matt Simons                |
| 7                                                    | Valentine Collinet                 | Marc Pinilla     | The Winner Takes It All - ABBA               |
| 8                                                    | Céleste Corneliau                  | Marc Pinilla     | White Tiger - Izzy Bizu                      |
| James Blunt : Love Me Better                         |                                    |                  |                                              |
|                                                      |                                    |                  |                                              |
| 9                                                    | Lazaros Papadopoulos               | Bigflo et Oli    | Behind Blue Eyes - The Who                   |
| 10                                                   | Marie Lenoir                       | Bigflo et Oli    | Sugar Man - Sixto Rodriguez                  |
| 11                                                   | Eloïse Delfosse                    | Bigflo et Oli    | Don't Let Me Down - The Chainsmokers         |
| 12                                                   | Pierre de Neuville et Oriane Simon | Bigflo et Oli    | The Boxer - Simon et Garfunkel               |
|                                                      |                                    |                  |                                              |
| 13                                                   | Livio Hans                         | B.J Scott        | Hotel California - The Eagles                |
| 14                                                   | Laura Curado                       | B.J Scott        | Spirit in the Dark - Aretha Franklin         |
| 15                                                   | Joséphine Le Grelle                | B.J Scott        | Habits - Tove Lo                             |
| 16                                                   | Tyana Plewacki                     | B.J Scott        | I Just Want to Make Love to You - Etta James |

| Légende | Le candidat est sauvé par les téléspectateurs, en priorité (le plus grand nombre de votes) | Le candidat est sauvé par le coach | Les candidats ne sont pas sauvés par le coach |

| Equipe           | Sauvé par le + de votes (1er)      | Sauvé par le + de votes (2ème) | Sauvé par son coach | Talent exclu         |
| ---------------- | ---------------------------------- | ------------------------------ | ------------------- | -------------------- |
| Marc Pinilla     | Julien Michel                      | Valentine Collinet             | Céleste Corneliau   | Marine Delmotte      |
| Quentin Mosimann | François Gennart                   | Théophile Rénier               | Carla Katz          | Milla Vitali         |
| B.J Scott        | Laura Curado                       | Livio Hans                     | Tyana Plewacki      | Joséphine Le Grelle  |
| Bigflo et Oli    | Oriane Simon et Pierre de Neuville | Eloïse Delfosse                | Marie Lenoir        | Lazaros Papadopoulos |

#### Épisode 14
- Diffusion : 11 avril 2017
- Audience : 256 887 téléspectateurs (18,7 % de part de marché) [4]
- Règles :  Les 3 talents restants de chaque équipe sont de retour pour ce 4ème live. Ils interprèteront chacun une chanson et, à l'issue des prestations des quatre talents de chaque groupe, 1 talent sera sauvé par le public et un par son coach. Le dernier sera éliminé de l'aventure.
- Invité : LP

| Ordre                                              | Talent                             | Équipe           | Chanson                                                          |
| -------------------------------------------------- | ---------------------------------- | ---------------- | ---------------------------------------------------------------- |
| Marc Pinilla & ses talents : Ni colère, ni rancœur |                                    |                  |                                                                  |
| 1                                                  | Pierre de Neuville et Oriane Simon | Bigflo et Oli    | You're the one that i want - John Travolta et Olivia Newton-John |
| 2                                                  | Eloïse Delfosse                    | Bigflo et Oli    | Million Reasons - Lady Gaga                                      |
| LP, Tyana Plewacki & Eloïse Delfosse : Lost on You |                                    |                  |                                                                  |
| 3                                                  | Marie Lenoir                       | Bigflo et Oli    | Rehab - Amy Winehouse                                            |
|                                                    |                                    |                  |                                                                  |
| 4                                                  | Théophile Rénier                   | Quentin Mosimann | Être un homme comme vous - Le Livre de la jungle                 |
| 5                                                  | Carla Katz                         | Quentin Mosimann | Feeling Good - Avicii                                            |
| 6                                                  | François Gennart                   | Quentin Mosimann | Le Vide - Slimane                                                |
| LP : Other People                                  |                                    |                  |                                                                  |
| B.J Scott et ses talents : No Kiss Goodbye         |                                    |                  |                                                                  |
|                                                    |                                    |                  |                                                                  |
| 7                                                  | Tyana Plewacki                     | B.J Scott        | Pump Up the Jam - Technotronic / Alors on danse - Stromae        |
| 8                                                  | Livio Hans                         | B.J Scott        | Hold back the river - James Bay                                  |
| 9                                                  | Laura Curado                       | B.J Scott        | Lean On - Major Lazer                                            |
| Laura Cartesiani, alias Lili G!n : Under fire      |                                    |                  |                                                                  |
|                                                    |                                    |                  |                                                                  |
| 10                                                 | Julien Michel                      | Marc Pinilla     | Use Somebody - Kings of Leon                                     |
| 11                                                 | Céleste Corneliau                  | Marc Pinilla     | Glory Box - Portishead                                           |
| 12                                                 | Valentine Collinet                 | Marc Pinilla     | Heavy Cross - Gossip                                             |

| Légende | Le candidat est sauvé par les téléspectateurs, en priorité (le plus grand nombre de votes) | Le candidat est sauvé par le coach | Les candidats ne sont pas sauvés par le coach |

| Equipe           | Sauvé par le + de votes            | Sauvé par son coach | Talent exclu       |
| ---------------- | ---------------------------------- | ------------------- | ------------------ |
| Marc Pinilla     | Julien Michel                      | Céleste Corneliau   | Valentine Collinet |
| Quentin Mosimann | François Gennart                   | Théophile Rénier    | Carla Katz         |
| B.J Scott        | Tyana Plewacki                     | Livio Hans          | Laura Curado       |
| Bigflo et Oli    | Oriane Simon et Pierre de Neuville | Marie Lenoir        | Eloïse Delfosse    |

#### Épisode 15
- Diffusion : 18 avril 2017
- Audience : 346 681 téléspectateurs (21,4 % de part de marché) [4]
- Règles : Le public est le seul à décider à 100 % des talents qu'il veut sauver à partir de ce live.
- Invités : Vianney et Ellie Delvaux, alias Blanche

| Ordre                                                                                 | Talent                             | Équipe           | Chanson                         |
| ------------------------------------------------------------------------------------- | ---------------------------------- | ---------------- | ------------------------------- |
| Never Let You Go - Quentin Mosimann, François Gennart et Théophile Rénier             |                                    |                  |                                 |
| 1                                                                                     | Livio Hans                         | B.J. Scott       | Wild World - Cat Stevens        |
| 2                                                                                     | Pierre de Neuville et Oriane Simon | Bigflo & Oli     | Ho Hey - The Lumineers          |
| Pas là - Vianney, Céleste Cornéliau et Théophile Rénier                               |                                    |                  |                                 |
| 3                                                                                     | Marie Lenoir                       | Bigflo & Oli     | Because the Night - Patti Smith |
| 4                                                                                     | François Gennart                   | Quentin Mosimann | Aïcha - Khaled                  |
| Aujourd'hui - Bigflo & Oli, Marie Lenoir, Pierre de Neuville, Oriane Simon et Vianney |                                    |                  |                                 |
| 5                                                                                     | Céleste Corneliau                  | Marc Pinilla     | Powerful - Major Lazer          |
| 6                                                                                     | Théophile Rénier                   | Quentin Mosimann | Tu m'oublieras - Larusso        |
| City Lights - Blanche                                                                 |                                    |                  |                                 |
| 7                                                                                     | Tyana Plewacki                     | B.J Scott        | Raggamuffin - Selah Sue         |
| 8                                                                                     | Julien Michel                      | Marc Pinilla     | Way Down We Go - Kaleo          |
| Je m'en vais - Vianney                                                                |                                    |                  |                                 |

Tableau des résultats : 
| Équipe           | Talent finaliste                   | Talent exclu      |
| ---------------- | ---------------------------------- | ----------------- |
| Marc Pinilla     | Julien Michel                      | Céleste Corneliau |
| Quentin Mosimann | Théophile Rénier                   | François Gennart  |
| B.J              | Tyana Plewacki                     | Livio Hans        |
| Bigflo & Oli     | Oriane Simon et Pierre de Neuville | Marie Lenoir      |

#### Épisode 16 - Finale
- Diffusion : 25 avril 2017
- Audience : 409 683 téléspectateurs (26,5 % de part de marché) [4]
- Invités : Loïc Nottet et Claudio Capéo
- Règles : A ce stade, il ne reste plus qu'un talent par coach. Chaque candidat interprétera cette fois deux titres: un duo avec son coach et une nouvelle « cover » (à l'exception d'Oriane Simon et Pierre de Neuville qui feront deux « covers »). Les talents seront départagés par le vote des téléspectateurs. À la suite des premières chansons, deux candidats seront éliminés définitivement de la compétition. Alors, les deux restants réinterpréterons leur meilleure prestation de la saison, avant de déterminer le gagnant, toujours par le vote des téléspectateurs.

| Ordre                                              | Talent | Équipe | Chanson |
| -------------------------------------------------- | --- | --- | --- |
| 1                                                  | Tyana Plewacki, Julien Michel, Théophile Rénier, Oriane Simon & Pierre de Neuville : Shape of You d'Ed Sheeran       | Tyana Plewacki, Julien Michel, Théophile Rénier, Oriane Simon & Pierre de Neuville : Shape of You d'Ed Sheeran       | Tyana Plewacki, Julien Michel, Théophile Rénier, Oriane Simon & Pierre de Neuville : Shape of You d'Ed Sheeran       |
| 2                                                  | Oriane Simon et Pierre de Neuville                                                                                   | Bigflo et Oli | Somebody That I Used to Know - Gotye                                                                                 |
| 3                                                  | Théophile Rénier et Quentin Mosimann                                                                                 | Théophile Rénier et Quentin Mosimann                                                                                 | Smells Like Teen Spirit - Nirvana                                                                                    |
| 4                                                  | Julien Michel | Marc Pinilla | Chasing Cars - Snow Patrol                                                                                           |
| 5                                                  | Loïc Nottet et B.J Scott : Rhythm Inside                                                                             | Loïc Nottet et B.J Scott : Rhythm Inside                                                                             | Loïc Nottet et B.J Scott : Rhythm Inside                                                                             |
| 6                                                  | Tyana Plewacki | B.J Scott | Give It Away - Red Hot Chili Peppers                                                                                 |
| 7                                                  | Théophile Rénier | Quentin Mosimann | Quand on n'a que l'amour - Jacques Brel                                                                              |
| 8                                                  | Julien Michel et Marc Pinilla                                                                                        | Julien Michel et Marc Pinilla                                                                                        | Sunday with a Flu - Yodelice                                                                                         |
| 9                                                  | Tyana Plewacki, Julien Michel, Théophile Rénier, Oriane Simon, Pierre de Neuville et Claudio Capéo : Un homme debout | Tyana Plewacki, Julien Michel, Théophile Rénier, Oriane Simon, Pierre de Neuville et Claudio Capéo : Un homme debout | Tyana Plewacki, Julien Michel, Théophile Rénier, Oriane Simon, Pierre de Neuville et Claudio Capéo : Un homme debout |
| 10                                                 | Tyana Plewacki et B.J Scott                                                                                          | Tyana Plewacki et B.J Scott                                                                                          | These Boots Are Made for Walkin' - Nancy Sinatra                                                                     |
| 11                                                 | Oriane Simon et Pierre de Neuville                                                                                   | Bigflo et Oli | Tu es mon autre - Lara Fabian et Maurane                                                                             |
| 12                                                 | Claudio Capéo : Ca va, ça va                                                                                         | Claudio Capéo : Ca va, ça va                                                                                         | Claudio Capéo : Ca va, ça va                                                                                         |
| Fin temporaire des votes                           | | | |
| Annonce des deux derniers candidats en compétition | | | |
| 13                                                 | Théophile Rénier | Quentin Mosimann | Tu m'oublieras - Larusso                                                                                             |
| 14                                                 | Tyana Plewacki | B.J Scott | Pump Up the Jam - Technotronic / Alors on danse - Stromae                                                            |
| 15                                                 | Loïc Nottet : Million Eyes                                                                                           | Loïc Nottet : Million Eyes                                                                                           | Loïc Nottet : Million Eyes                                                                                           |

Pré-éliminations : 
| Talent finaliste                    | Talent exclu                                       |
| ----------------------------------- | -------------------------------------------------- |
| Théophile Rénier (Quentin Mosimann) | Oriane Simon et Pierre de Neuville (Bigflo et Oli) |
| Tyana Plewacki (BJ Scott)           | Julien Michel (Marc Pinilla)                       |

Résultat final : 
| Vainqueur                                               | Perdant                   |
| ------------------------------------------------------- | ------------------------- |
| Théophile Rénier (Quentin Mosimann) avec 56 % des votes | Tyana Plewacki (BJ Scott) |

## Audiences
| Type            | Date de diffusion | Téléspectateurs | Parts de marché | Classement des audiences de la soirée | Classement des parts de marché de la soirée | Notes et références |
| --------------- | ----------------- | --------------- | --------------- | ------------------------------------- | ------------------------------------------- | ------------------- |
| Blind Auditions | 10 janvier 2017   | 476 976         | 28,1 %          | 1er                                   | 1er                                         | [ 4 ]               |
| Blind Auditions | 17 janvier 2017   | 500 017         | 29,8 %          | 1er                                   | 1er                                         | [ 4 ]               |
| Blind Auditions | 24 janvier 2017   | 493 563         | 29,5 %          | 1er                                   | 1er                                         | [ 4 ]               |
| Blind Auditions | 31 janvier 2017   | 494 882         | 29,8 %          | 1er                                   | 1er                                         | [ 4 ]               |
| Blind Auditions | 7 février 2017    | 478 671         | 28,9 %          | 1er                                   | 1er                                         | [ 4 ]               |
| Blind Auditions | 14 février 2017   | 441 163         | 26,5 %          | 1er                                   | 1er                                         | [ 4 ]               |
| Duels           |                   |                 |                 |                                       |                                             | [ 4 ]               |
| 21 février 2017 | 431 962           | 25,8 %          | 1er             | 1er                                   |                                             | [ 4 ]               |
| 28 février 2017 | 445 716           | 27,7 %          | 1er             | 1er                                   |                                             | [ 4 ]               |
| 7 mars 2017     | 438 950           | 26,8 %          | 1er             | 1er                                   |                                             | [ 4 ]               |
| 14 mars 2017    | 442 427           | 28,4 %          | 1er             | 1er                                   |                                             | [ 4 ]               |
| Lives           | 21 mars 2017      | 397 182         | 27,4 %          | 1er                                   | 1er                                         | [ 4 ]               |
| Lives           | 27 mars 2017      | 357 187         | 22,7 %          | 2e                                    | 2e                                          | [ 4 ]               |
| Lives           | 4 avril 2017      | 350 230         | 23,6 %          | 2e                                    | 1er                                         | [ 4 ]               |
| Lives           | 11 avril 2017     | 256 887         | 18,7 %          | 2e                                    | 2e                                          | [ 4 ]               |
| Lives           | 18 avril 2017     | 346 681         | 21,4 %          | 2e                                    | 2e                                          | [ 4 ]               |
| Lives           | 25 avril 2017     | 409 683         | 26,5 %          | 2e                                    | 1er                                         | [ 4 ]               |